# Rattus leucopus
Rattus leucopus — один з видів гризунів роду пацюків (Rattus).

## Поширення
Країни поширення: Австралія, Індонезія, Папуа Нова Гвінея. Зустрічається від рівня моря до 1200 м. Цей наземний вид в основному мешкає у вологих тропічних лісах та галерейних лісах. Тварини були зареєстровані в сільських садах і вторинних лісах.

## Морфологічні особливості
Гризуни середнього розміру, завдовжки 135—223 мм, хвіст — 140—210 мм, стопа — 33 — 40,7 мм, вухо — 18 — 24 мм. Вага досягає 315 грамів.

## Зовнішність
Тіло, як правило, витягнуте, мордочка загострена. Верхні частини змінюються від сіро-чорнувато-коричневого до золотисто-коричневого забарвлення, поступово більш жовтуваті по боках і на горлі, а вентральні частини білуваті або жовтувато-сірі. Навколо очей є більш темна затінена область. Задня частина ніг білувата. Хвіст довгий, як голова і тіло, рівномірно коричневий, посипаний кількома волосками і покритий 8-11 кільцями лусочок на сантиметр. Підвид R.l.leucopus іноді має білі плями на хвості. Самиці мають пару грудних сосків і дві пахові пари. Каріотип 2n = 34 FN = 58-60.

## Відтворення
Самиці можуть давати щорічно до трьох приплодів від двох до п'яти дитинчат у кожному.

## Загрози та охорона
Немає серйозних загроз виду. Присутній в багатьох охоронних територіях.